# さきたま杯
さきたま杯（さきたまはい）は、埼玉県浦和競馬組合が浦和競馬場ダート1400mで施行する地方競馬の重賞競走（ダートグレード競走、JpnI）である。農林水産省が賞を提供しているため、正式名称は「農林水産大臣賞典 さきたま杯」と表記される。
競走名の「さきたま」は行田市にある「前玉神社」に由来し、「幸魂（さきたま、さきみたま）神社」ともいう。ここから「前玉（さきたま）」、さらに「埼玉（さいたま）」と転じた説が有力で、埼玉県という県名の発祥地ともされる。なお、同神社周辺の地名も「埼玉」と書いて「さきたま」と読む。
副賞は農林水産大臣賞、埼玉県浦和競馬組合管理者賞、日本中央競馬会理事長賞、日本馬主協会連合会長奨励賞、日本地方競馬馬主振興協会会長賞、地方競馬全国協会理事長賞、また生産牧場賞がある（2024年）。

## 概要
1997年に、サラブレッド系4歳（現3歳）から10歳（現9歳）までの馬による中央・地方全国交流重賞（統一GIII・南関東G2）として創設された。
競走条件は2003年に3歳以上に変更、2005年からは4歳以上となっている。格付けは2011年よりJpnIIに格上げされた。
2024年より古馬ダート短距離戦線の上半期の最大目標として整備される一環で、6月中旬に移行したうえで再び3歳以上に条件を変更し、JpnIに格上げされた。これにより、南関東公営競馬のすべての競馬場に常設のGI級競走が設定されることになった。

### 条件・賞金等（2025年）
出走資格
サラブレッド系3歳以上。地方競馬所属選定馬及びJRA所属選定馬。
- フルゲート12頭。
- プラチナカップ1着馬、及びかしわ記念1,2着馬（地方所属馬に限る）に優先出走権が付与されている。

負担重量
定量。3歳53kg、4歳以上57kg、牝馬2kg減（南半球産3歳馬2kg減、同4歳馬1kg減）。
賞金額
1着8000万円、2着2800万円、3着1600万円、4着800万円、5着400万円。

## 歴史
- 1997年 - 浦和競馬場のダート1400mにおけるサラブレッド系4歳（現3歳）から10歳（現9歳）までの別定の中央・地方全国指定交流の重賞（統一GIII・南関東G2）競走、さきたま杯として創設。
- 2001年 - 馬齢表示の国際基準への変更に伴い、出走条件が「4歳から10歳まで」から「3歳から9歳まで」に変更。
- 2003年 - 出走条件を3歳以上に変更。負担重量をグレード別定に変更。
- 2005年 - 施行時期を5月下旬もしくは6月上旬に変更。出走条件をサラブレッド系4歳以上に変更。
- 2007年 - 日本のパートI国昇格に伴い、格付表記をJpnIIIに変更。
- 2011年
  - JpnIIに格上げ。
  - 1着賞金が3100万円に増額。
- 2020年 - 新型コロナウイルス感染症（COVID-19）の流行及び改正・新型インフルエンザ等対策特別措置法32条に基づいて日本国政府から発令された新型コロナウイルス緊急事態宣言により、客を入れない「無観客競馬」として開催（2021年も同様）。
- 2022年 - 1着賞金が3500万円に増額。
- 2023年
  - 1着賞金が4000万円に増額。
  - 売得金額が10億7542万500円を記録し、本競走1レースの売上レコードを更新。当日の入場者数も4288人を記録。
- 2024年
  - 「全日本的なダート競走の体系整備」に伴い、JpnIに格上げし、施行時期を6月中旬に、出走条件をサラブレッド系3歳以上に、負担重量を定量にそれぞれ変更。
  - 1着賞金が8000万円に増額。
  - 売得金額が16億9706万8000円を記録し、本競走1レースの売上レコードを更新。当日の入場者数も10000人を記録。
- 2025年 - 売得金額が18億7159万4900円を記録し、同競走及び浦和競馬場1レースの売上レコードを更新。当日の入場者数も6809人を記録。

### 歴代優勝馬
優勝馬の馬齢は、2000年以前も現行表記に揃えている。JRA騎手・調教師の表記は旧字体等の登録を禁止したJRA規定に従う。
すべて浦和競馬場ダート1400mで施行。
| 回数   | 施行日        | 優勝馬             | 性齢 | 所属 | タイム  | 優勝騎手 | 管理調教師 | 馬主                             |
| ------ | ------------- | ------------------ | ---- | ---- | ------- | -------- | ---------- | -------------------------------- |
| 第1回  | 1997年9月15日 | フジノマッケンオー | 牡6  | JRA  | 1:25.8  | 吉田豊   | 中村好夫   | 高橋文枝                         |
| 第2回  | 1998年9月2日  | テセウスフリーゼ   | 牡6  | JRA  | 1:25.8  | 的場均   | 新関力     | 田口慶子                         |
| 第3回  | 1999年9月2日  | セタノキング       | 牡8  | JRA  | 1:23.8R | 石崎隆之 | 嶋田潤     | 安藤忠代士                       |
| 第4回  | 2000年9月6日  | レイズスズラン     | 牡6  | JRA  | 1:24.7  | 江田照男 | 増沢末夫   | 鈴木修平                         |
| 第5回  | 2001年9月5日  | ゲイリーイグリット | 牝6  | JRA  | 1:25.7  | 松永幹夫 | 増本豊     | （株）東京サラブレッドビューロー |
| 第6回  | 2002年9月4日  | レイズスズラン     | 牡8  | JRA  | 1:26.1  | 江田照男 | 増沢末夫   | 鈴木修平                         |
| 第7回  | 2003年9月24日 | ノボトゥルー       | 牡7  | JRA  | 1:25.5  | 武豊     | 森秀行     | （有）池ばた                     |
| 第8回  | 2004年9月8日  | ロッキーアピール   | 牡6  | 川崎 | 1:25.5  | 今野忠成 | 山崎尋美   | 金子真人                         |
| 第9回  | 2005年5月18日 | ニホンピロサート   | 牡7  | JRA  | 1:25.5  | 小牧太   | 目野哲也   | 小林百太郎                       |
| 第10回 | 2006年5月31日 | アグネスジェダイ   | 牡4  | JRA  | 1:26.5  | 武豊     | 森秀行     | 渡辺孝男                         |
| 第11回 | 2007年5月30日 | メイショウバトラー | 牝7  | JRA  | 1:26.1  | 武豊     | 高橋成忠   | 松本好雄                         |
| 第12回 | 2008年5月28日 | リミットレスビッド | 牡9  | JRA  | 1:25.9  | 岩田康誠 | 加用正     | （有）社台レースホース           |
| 第13回 | 2009年5月27日 | スマートファルコン | 牡4  | JRA  | 1:26.4  | 岩田康誠 | 小崎憲     | 大川徹                           |
| 第14回 | 2010年5月26日 | スマートファルコン | 牡5  | JRA  | 1:26.2  | 岩田康誠 | 小崎憲     | 大川徹                           |
| 第15回 | 2011年6月1日  | ナイキマドリード   | 牡5  | 船橋 | 1:26.0  | 戸崎圭太 | 川島正行   | 小野誠治                         |
| 第16回 | 2012年5月30日 | セイクリムズン     | 牡6  | JRA  | 1:25.8  | 岩田康誠 | 服部利之   | 金田成基                         |
| 第17回 | 2013年5月29日 | テスタマッタ       | 牡7  | JRA  | 1:27.4  | 戸崎圭太 | 村山明     | 吉田和美                         |
| 第18回 | 2014年5月28日 | ノーザンリバー     | 牡6  | JRA  | 1:26.7  | 蛯名正義 | 浅見秀一   | 林正道                           |
| 第19回 | 2015年5月27日 | ノーザンリバー     | 牡7  | JRA  | 1:26.7  | 蛯名正義 | 浅見秀一   | 林正道                           |
| 第20回 | 2016年6月1日  | ソルテ             | 牡6  | 大井 | 1:25.9  | 吉原寛人 | 寺田新太郎 | （株）フロンティア・キリー       |
| 第21回 | 2017年5月31日 | ホワイトフーガ     | 牝5  | JRA  | 1:25.7  | 蛯名正義 | 高木登     | 西森鶴                           |
| 第22回 | 2018年5月30日 | サクセスエナジー   | 牡4  | JRA  | 1:26.2  | 松山弘平 | 北出成人   | 高嶋哲                           |
| 第23回 | 2019年5月29日 | ウインムート       | 牡6  | JRA  | 1:25.3  | 和田竜二 | 加用正     | （株）ウイン                     |
| 第24回 | 2020年5月27日 | ノボバカラ         | 牡8  | JRA  | 1:25.8  | 森泰斗   | 森秀行     | （株）LS.M                       |
| 第25回 | 2021年6月3日  | アルクトス         | 牡6  | JRA  | 1:24.9  | 田辺裕信 | 栗田徹     | 山口功一郎                       |
| 第26回 | 2022年6月1日  | サルサディオーネ   | 牝8  | 大井 | 1:25.3  | 矢野貴之 | 堀千亜樹   | 菅原広隆                         |
| 第27回 | 2023年5月31日 | イグナイター       | 牡5  | 兵庫 | 1:25.3  | 笹川翼   | 新子雅司   | 野田善己                         |
| 第28回 | 2024年6月19日 | レモンポップ       | 牡6  | JRA  | 1:26.7  | 坂井瑠星 | 田中博康   | ゴドルフィン                     |
| 第29回 | 2025年6月25日 | シャマル           | 牡7  | JRA  | 1:23.2R | 川須栄彦 | 松下武士   | 金山敏也                         |

Rはコースレコードを示す。

### 各回競走結果の出典
- さきたま杯競走優勝馬 - 南関東4競馬場公式サイト
- さきたま杯 歴代優勝馬 - 地方競馬全国協会